# Кизилсай (Кордайський район)
Кизилса́й (каз. Қызылсай) — село у складі Кордайського району Жамбильської області Казахстану. Входить до складу Аухаттинського сільського округу.
У радянські часи село називалось Кизил-Сай.
Населення — 928 осіб (2021; 1020 у 2009, 890 у 1999, 799 у 1989).